# 海耳菊
海耳菊（意思是海之耳）是菊科掌片菊属植物，仅生长在马耳他的海崖上，是马耳他的国花。